# 砂糖水
砂糖水（さとうみず、英: sugar water）とは、砂糖を水で溶解させた水溶液である。

## 特徴
砂糖と同様の甘味を呈する。砂糖は水に対する溶解度が高く、大量の砂糖を溶解させたものは粘稠な液体となる。においはない。無色透明だが、砂糖の主成分であるスクロースの光学異性体に由来する旋光性を持っており、偏光板を用いてこの性質を確認することができる。また純水と比較して、砂糖の量に応じて屈折率が上昇しており、これを利用して糖度を計測することができる。屈折糖度計はこの原理を応用している。一方、旋光糖度計は前述の旋光性を利用している。電気を通さない。

## 用途
- 昆虫類の飼育や採集時の餌として。
- 熱するとべっこう飴を作ることができる[3]。
- 砂糖水は身近な題材であることから、食塩水と共に小学校の理科の実験において沸点上昇や凝固点降下、比重の説明に使われることがある[4]。
- 砂糖水を凍結させると、溶質である砂糖によって氷晶の成長が妨げられ、大きな結晶が形成されない。そのため、砂糖水の氷で作ったかき氷は純水の氷で作ったものよりも食感が良くなる[5]。

## 歴史的風物
江戸期から昭和中期頃まで、夏の暑さを紛らすために飲用に供したものを砂糖水、あるいは冷や水と言った。江戸期は、白玉などを添えて振売で売られ、小林一茶の句『砂糖水ただふるまふや江戸の町』にみられるように夏の季語ともなった。